# USS John A. Bole (DD-755)
USS John A. Bole (DD-755) là một tàu khu trục lớp Allen M. Sumner được Hải quân Hoa Kỳ chế tạo trong Chiến tranh Thế giới thứ hai. Nó là chiếc tàu chiến duy nhất của Hải quân Mỹ được đặt theo tên Thiếu tá Hải quân John Archibald Bole, Jr. (1906-1943), Hạm trưởng tàu ngầm Amberjack (SS-219), mất tích trong Thế Chiến II vào ngày 16 tháng 2 năm 1943. Nó đã hoạt động cho đến hết Thế Chiến II, và tiếp tục phục vụ sau đó trong Chiến tranh Triều Tiên và Chiến tranh Việt Nam cho đến khi xuất biên chế năm 1970. Con tàu rút đăng bạ năm 1974, và được chuyển cho Đài Loan để tháo dỡ làm nguồn phụ tùng cho các tàu chị em còn hoạt động. John A. Bole được tặng thưởng một Ngôi sao Chiến trận do thành tích phục vụ trong Thế Chiến II, và thêm bảy Ngôi sao Chiến trận khác trong Chiến tranh Triều Tiên.

## Thiết kế và chế tạo
John A. Bole được đặt lườn tại xưởng tàu của hãng Bethlehem Steel Corporation ở Staten Island, New York vào ngày 20 tháng 5 năm 1944. Nó được hạ thủy vào ngày 1 tháng 11 năm 1944; được đỡ đầu bởi bà John A. Bole, Jr., vợ góa Thiếu tá Bole, và nhập biên chế vào ngày 3 tháng 3 năm 1945 dưới quyền chỉ huy của Trung tá Hải quân E. B. Billingsley.
Một tàu khu trục lớp Gearing từng được đặt cái tên John A. Bole, nhưng được đổi tên thành USS Gurke (DD-783) vào ngày 15 tháng 6 năm 1944 trước khi được hạ thủy vào ngày 15 tháng 2 năm 1945.

## Lịch sử hoạt động

### 1945 - 1949
Sau khi hoàn tất chạy thử máy huấn luyện tại khu vực vịnh Guantánamo, Cuba, John A. Bole hộ tống cho tàu sân bay Franklin (CV-13) đi New York, đến nơi vào ngày 24 tháng 4 năm 1945. Nó lại chuyển đến Boston, Massachusetts để gia nhập cùng tàu tuần dương hạng nặng Saint Paul (CA-73), và lên đường vào ngày 15 tháng 5 để đi sang Mặt trận Thái Bình Dương, nơi những trận chiến cuối cùng chống lại Đế quốc Nhật Bản đang diễn ra. Băng qua kênh đào Panama, nó đi đến Trân Châu Cảng vào ngày 7 tháng 6, gia nhập một đội tàu sân bay tại vùng biển quần đảo Hawaii, rồi tham gia một đợt không kích lên đảo Wake vào ngày 20 tháng 6 trên đường hộ tống các tàu sân bay đi Eniwetok, đến nơi vào ngày 21 tháng 6.
John A. Bole đi đến ngoài khơi Okinawa vào ngày 29 tháng 6, đảm nhiệm vai trò tuần tra và cột mốc radar canh phòng; và cho dù trận chiến trên bộ hầu như đã kết thúc, các cuộc không kích tự sát lẻ tẻ vẫn tiếp diễn trong những tuần lễ tiếp theo sau, vẫn là mối đe dọa của hạm đội. Con tàu ở lại vùng biển Okinawa cho đến khi Nhật Bản chấp nhận đầu hàng vào ngày 15 tháng 8; nó lên đường đi sang biển Hoàng Hải và khu vực bờ biển phía Đông Trung Quốc, hỗ trợ cho các hoạt động đổ bộ chiếm đóng và quét mìn. Chiếc tàu khu trục gia nhập một lực lượng tuần dương-khu trục vào ngày 8 tháng 9 ngoài khơi Jinsen, Triều Tiên để bảo vệ cho cuộc đổ bộ lực lượng lên cảng quan trọng này. Nó ở lại khu vực này cho đến ngày 25 tháng 9, rồi đi đến Saishu To ở phía Nam bán đảo Triều Tiên ba ngày sau đó, tiếp nhận đầu hàng và giải giáp lực lượng Nhật Bản trú đóng tại đây.
John A. Bole tiếp tục ở lại khu vực Viễn Đông sau chiến tranh kết thúc, đảm nhiệm vận tải thư tín và nhân sự đi lại giữa Nhật Bản, Triều Tiên và Trung Quốc, hỗ trợ các hoạt động của binh lính Thủy quân Lục chiến nhằm bảo vệ công dân các nước Đồng Minh và ổn định tình hình Trung Quốc. Đang khi ở lại cảng Thanh Đảo vào ngày 20 tháng 2 năm 1946, nó đã đáp ứng tín hiệu cầu cứu từ một tàu buôn bị đắm, và cứu vớt được 13 người sống sót. Nó lên đường để quay trở về Hoa Kỳ vào ngày 5 tháng 3, ghé qua Guam và Trân Châu Cảng trên đường đi, và về đến San Francisco, California vào ngày 27 tháng 3.
Sau một giai đoạn sửa chữa và đại tu kéo dài, John A. Bole đi đến San Diego, California vào ngày 10 tháng 4 năm 1947, bặt đầu một lịch trình hoạt động thường lệ trong thời bình, bao gồm huấn luyện, cơ động tập trận và những chuyến đi huấn luyện nhân sự cho Hải quân Dự bị Hoa Kỳ. Con tàu hoạt động dọc theo vùng bờ Tây, thỉnh thoảng có những chuyến đi đến khu vực quần đảo Hawaii.

### Chiến tranh Triều Tiên
Nhịp điệu bình yên của thời bình bị phá vỡ do sự kiện Chiến tranh Triều Tiên bùng nổ vào tháng 6 năm 1950, và John A. Bole bắt đầu tích cực chuẩn bị để tham gia chiến đấu. Nó khởi hành từ San Diego vào ngày 30 tháng 9 để hướng đến Nhật Bản, và gia nhập Lực lượng Đặc nhiệm 77 ngoài khơi bờ biển Triều Tiên. Sau một giai đoạn dài phải rút lui dưới sực ép mạnh mẽ của lực lượng Bắc Triều Tiên, cuộc đổ bộ lên Inchon vào ngày 15 tháng 9 đánh dấu thời điểm đảo chiều của cuộc chiến; nhờ chiếm quyền kiểm soát trên không và trên biển, lực lượng Liên Hợp Quốc bắt đầu cuộc phản công. Chiếc tàu khu trục đã chuyển từ vai trò hộ tống các tàu sân bay sang nhiệm vụ bắn phá bờ biển và hỗ trợ hỏa lực trực tiếp cho cuộc chiến trên bộ. Sau đó nó quay trở lại nhiệm vụ bảo vệ các tàu sân bay trong các hoạt động không kích hỗ trợ nơi tuyến đầu và đánh phá các tuyến đường tiếp liệu của lực lượng cộng sản. Theo mệnh lệnh của Thống tướng Douglas MacArthur, Tổng tư lệnh lực lượng Liên Hợp Quốc tại Triều Tiên, vào ngày 11 tháng 4 năm 1951, nó được bố trí ngoài khơi bờ biển Nam Trung Quốc, chỉ cách Sán Đầu, Quảng Đông 3 nmi (5,6 km), nhưng đã không thành công trong ý định của Thống tướng MacArthur nhằm "răn đe" Trung Quốc dự định can thiệp vào cuộc xung đột tại Triều Tiên. Sau đó chiếc tàu khu trục hộ tống một đoàn tàu vận tải đi Inchon trước khi quay trở về San Diego vào giữa tháng 6, nơi nó được bảo trì và đại tu.
John A. Bole lại lên đường đi sang vùng chiến sự Triều Tiên vào ngày 3 tháng 1 năm 1952. Khi đến nơi nó tiếp tục hộ tống cho các tàu sân bay trong các chiến dịch không kích, góp phần gây sức ép lên lực lượng cộng sản vào giai đoạn cuộc chiến trên bộ ở vào thế giằng co. Nó cũng tham gia cùng các tàu chiến Anh và Hà Lan trong các hoạt động bắn phá ở cả hai phía bờ biển phía Đông và phía Tây bán đảo Triều Tiên. Sau đó con tàu chuyển sang tuần tra tại eo biển Đài Loan nhằm ngăn ngừa phe Trung Cộng tấn công lực lượng Quốc Dân Đảng đã rút lui về Đài Loan. Cuối cùng nó quay trở về San Diego vào ngày 11 tháng 7.
Sau một giai đoạn bảo trì trong xưởng tàu, nơi nó đồng thời được bổ sung pháo 3-inch bắn nhanh phòng không, John A. Bole khởi hành vào ngày 21 tháng 2 năm 1953 cho lượt phục vụ thứ ba tại Triều Tiên. Nó cùng tàu tuần dương hạng nặng Saint Paul hoạt động dọc bờ biển trong tháng 3, rồi lên đường vào ngày 10 tháng 4 để tuần tra eo biển Đài Loan. Quay trở lại khu vực chiến sự tại Triều Tiên, nó lên đường đi Wonsan vào ngày 1 tháng 6, nơi nó đấu pháo tay đôi với các khẩu đội pháo bờ biển đối phương nhằm bảo vệ cho các đảo ngoài khơi được lực lượng Liên Hợp Quốc chiếm đóng. Sau đó nó hộ tống bảo vệ thiết giáp hạm New Jersey (BB-62) cho đến khi đạt được thỏa thuận ngừng bắn vào ngày 27 tháng 7 năm 1953. Con tàu quay trở lại Nhật Bản, hộ tống cho tàu sân bay Princeton (CVL-23), và về đến vào ngày 22 tháng 9.

### 1954-1967
John A. Bole tiếp tục quay trở lại khu vực Viễn Đông vào năm 1954, nơi nó tham gia tuần tra eo biển Đài Loan cũng như các cuộc tập trận huấn luyện đổ bộ. Nó khởi hành từ San Diego vào ngày 20 tháng 4, tham gia các hoạt động tàu sân bay trong biển Đông và các cuộc thực tập chống tàu ngầm ngoài khơi Okinawa trước khi quay trở về vùng bờ Tây vào ngày 17 tháng 10. Trong năm 1955 và một lần nữa trong năm 1956, con tàu trải qua những lượt hoạt động tương tự kéo dài sáu tháng tại những vùng biển quen thuộc, huấn luyện và biểu dương sức mạnh hải quân sẵn sàng đảm bảo an ninh cho Hoa Kỳ và những nước đồng minh.
John A. Bole khởi hành vào ngày 29 tháng 7 năm 1957 cho chuyến đi sang khu vực Tây Thái Bình Dương, ghé thăm Pago Pago; Auckland, New Zealand; và Manus trước khi đi đến Nhật Bản. Nó tham gia những hoạt động cùng tàu sân bay Bon Homme Richard (CV-31), và vào tháng 12 lại thực hiện một đợt tuần tra eo biển Đài Loan. Nó quay trở về San Diego vào ngày 8 tháng 1 năm 1958, tham gia các cuộc thực tập ngoài khơi California cho đến tháng 7. Chiếc tàu khu trục lại lên đường hướng sang phía Tây vào ngày 23 tháng 8, vào lúc đang diễn ra những bất ổn và bạo loạn tại Indonesia. Nó hoạt động tại Philippines và tuần tra tại Đài Loan, giúp ổn định tình hình an ninh tại khu vực trước khi quay trở về San Diego vào ngày 16 tháng 2 năm 1959.
John A. Bole thực hiện một chuyến đi khác sang Viễn Đông vào năm 1959. Nó khởi hành vào ngày 30 tháng 10, tham gia các cuộc tập trận tìm diệt tàu ngầm của Đệ thất Hạm đội ngoài khơi Okinawa trong tháng 11 và tháng 12, rồi đi đến Đài Loan vào ngày 4 tháng 1 năm 1960 để tuần tra; con tàu quay trở về San Diego vào ngày 12 tháng 3. Đến tháng 6, nó tham gia canh phòng dọc theo theo tuyến đường bay nhân chuyến đi vượt Thái Bình Dương của Tổng thống Dwight D. Eisenhower, và sang mùa Hè đã thực hiện chuyến đi thực tập cho học viên sĩ quan thuộc Hải quân Dự bị Hoa Kỳ. Sang tháng 10, chiếc tàu khu trục được phân về một đội tìm-diệt tàu ngầm được hình thành chung quanh tàu sân bay Kearsarge (CV-33), và sau khi hoàn tất huấn luyện đã lên đường vào ngày 4 tháng 3 năm 1961 để đi sang Viễn Đông. Trên đường đi, đội đã thực tập phối hợp với các tàu chiến của Hải quân Canada ngoài khơi Trân Châu Cảng. Tuy nhiên tình hình bất ổn tại Lào đã khiến đội đặc nhiệm được huy động sang Căn cứ Hải quân vịnh Subic, Philippines để tăng cường cho lực lượng hải quân tại khu vực Đông Nam Á. Các cuộc thực tập tìm-diệt tàu ngầm kéo dài cho đến tháng 9, khi nó quay trở về California, nhưng hành trình lại đi theo tuyến đường phía Bắc Thái Bình Dương sát vòng Bắc Cực, nhằm mục đích thu thập thông tin thủy văn dọc đường đi. Nó về đến cảng nhà vào ngày 18 tháng 9.
Vào cuối năm 1961, John A. Bole đi đến Xưởng hải quân Hunters Point tại San Francisco để được nâng cấp theo chương trình Hồi sinh và Hiện đại hóa Hạm đội (FRAM: Fleet Rehabilitation and Modernization), nhằm kéo dài tuổi thọ hoạt động đồng thời trang bị những cảm biến và vũ khí chống ngầm thế hệ mới. Sàn sau con tàu được cải biến thành một hầm chứa và sàn đáp, cho phép vận hành một máy bay trực thăng không người lái Aerodyne QH-50 DASH, giúp gia tăng tầm hoạt động chống tàu ngầm của con tàu.
Rời xưởng tàu vào tháng 7 năm 1962, John A. Bole tham gia những hoạt động huấn luyện cho đến hết năm đó, và được báo động để nhiệm vụ phong tỏa Cuba của hạm đội trong vụ Khủng hoảng tên lửa Cuba vào tháng 10. Trong những tháng đầu năm 1963, nó hoạt động ngoài khơi San Diego trước khi lên đường đi Trân Châu Cảng và khu vực Thái Bình Dương vào ngày 1 tháng 4, rồi quay trở về San Diego vào ngày 3 tháng 12. Con tàu tiếp tục những hoạt động thực tập huấn luyện chống tàu ngầm trong những tháng đầu năm 1964, bao gồm việc thử nghiệm DASH (máy bay không người lái chống tàu ngầm) mới được trang bị.
John A. Bole lên đường vào ngày 23 tháng 10 năm 1964 để đi sang khu vực Tây Thái Bình Dương cùng tàu sân bay Yorktown (CV-10) và các tàu khu trục khác. Sau những cuộc thực tập cơ động tại vùng biển Hawaii, nó trình diện cùng Tư lệnh Đệ Thất hạm đội vào ngày 2 tháng 1 năm 1965, và hoạt động tuần tra tại các vùng biển Viễn Đông. Nó hoạt động cùng một đội đặc nhiệm tàu sân bay, rồi với một đội tìm-diệt tàu ngầm trước khi tuần tra eo biển Đài Loan; nó hoạt động tại vùng biển ngoài khơi Việt Nam từ ngày 9 đến ngày 25 tháng 2. Nó quay trở về San Diego vào ngày 24 tháng 5, rồi đi vào Xưởng hải quân Hunters Point để đại tu vào cuối tháng 6, và ở lại đây cho đến hết mùa Hè.
John A. Bole hoạt động từ San Diego cho đến ngày 22 tháng 3 năm 1966, khi nó lên đường đi sang Viễn Đông. Từ ngày 18 tháng 4, nó bắt đầu làm nhiệm vụ hỗ trợ hải pháo ngoài khơi Việt Nam cho đến khi được điều sang Trạm Yankee vào ngày 4 tháng 5 để làm nhiệm vụ canh phòng máy bay cho tàu sân bay. Nó lên đường đi sang Nhật Bản vào ngày 8 tháng 5 để sửa chữa, rồi quay trở lại Trạm Yankee vào ngày 25 tháng 5. Ngoại trừ những chuyến đi ngắn đến Hong Kong và vịnh Subic, nó liên tục ở lại vùng chiến sự cho đến ngày 27 tháng 7, khi nó lên đường đi Đài Loan. Con tàu ghé thăm Malaysia trước khi lên đường quay trở về nhà, đi ngang qua vịnh Subic, Guam, Trân Châu Cảng, và về đến San Diego vào ngày 24 tháng 9. Trong thời gian còn lại của năm 1966, nó hoạt động dọc theo vùng bờ Tây.

### 1968 - 1970
John A. Bole khởi hành từ San Diego vào ngày 28 tháng 12 năm 1967 cho một chuyến đi sang khu vực Tây Thái Bình Dương. Nó đi đến Trân Châu Cảng vào ngày 13 tháng 1 năm 1968, và rời cảng vào ngày hôm sau để thực hành huấn luyện tại khu vực phụ cận quần đảo Hawaii trước khi tiếp tục hành trình đi Yokosuka, Nhật Bản vào ngày 19 tháng 1. Đến ngày 26 tháng 1, nó nhận được tin tức về việc lực lượng Bắc Triều Tiên bắt giữ chiếc tàu do thám Pueblo (AGER-2), và nó đổi hướng để đi đến biển Nhật Bản sẵn sàng hoạt động đề phòng những tình huống căng thẳng gia tăng. Con tàu đã tuần tra tại khu vực trong hoàn cảnh thời tiết giá lạnh mùa Đông khắc nghiệt, và vào ngày 12 tháng 2 đã hoạt động tìm kiếm và giải cứu một tàu đánh cá Nam Triều Tiên lâm nạn. Nó chuyển thực phẩm và nước uống sang chiếc tàu đánh cá trước khi kéo con tàu Hàn Quốc về cảng Pohang, bàn giao cho Hải quân Cộng hòa Hàn Quốc vào ngày 13 tháng 2.
John A. Bole sau đó chuyển sang nhiệm vụ hộ tống và canh phòng máy bay cho tàu sân bay Yorktown (CV-10) trên đường đi sang Trạm Yankee trong vịnh Bắc Bộ. Đang khi ở ngoài khơi vùng biển Việt Nam vào ngày 25 tháng 3 năm 1968, nó tiến hành hoạt động tiếp nhiên liệu cho tàu ngầm Sterlett (SS-393). Nó rời khu vực vịnh Bắc Bộ vào ngày 30 tháng 3 để đi Cao Hùng, Đào Loan, nơi con tàu được bảo trì trong mười ngày, khi cặp bên mạn tàu tiếp liệu khu trục Samuel Gompers (AD-17) từ ngày 3 đến ngày 13 tháng 4. Nó quay trở lại khu vực tác chiến của Quân đoàn 2 tại Nam Việt Nam, đi đến cảng Quy Nhơn vào ngày 15 tháng 4, nơi nó thay phiên cho tàu khu trục Henderson (DD-785) trong nhiệm vụ hỗ trợ hải pháo dọc bờ biển. Nó đảm trách vai trò này cho đến ngày 23 tháng 4, khi nó lên đường đi Hong Kong, đến nơi hai ngày sau đó và viếng thăm cảng này cho đến ngày 30 tháng 4, khi nó lên đường quay trở lại Trạm Yankee.
Từ ngày 5 tháng 5 năm 1968, John A. Bole làm nhiệm vụ hộ tống và canh phòng máy bay cho tàu sân bay Yorktown (CV-10), rồi lần lượt chuyển sang phục vụ cho Ticonderoga (CV-14) từ ngày 6 đến ngày 9 tháng 5, cho Enterprise (CVN-65) từ ngày 10 đến ngày 13 tháng 5, cho Kitty Hawk (CV-63) từ ngày 13 đến ngày 16 tháng 5, cho Enterprise từ ngày 16 đến ngày 19 tháng 5, cho Kitty Hawk trong các ngày 19 và 20 tháng 5, và cho Yorktown từ ngày 20 đến ngày 24 tháng 5. Chiếc tàu khu trục rời khu vực vịnh Bắc Bộ vào ngày 24 tháng 5 để đi Singapore, băng qua đường xích đạo vào ngày 28 tháng 5 và đi đến Xưởng hải quân Singapore vào ngày 29 tháng 5 để được bảo trì. Nó rời Singapore vào ngày 3 tháng 6 để quay trở lại khu vực tác chiến của Quân đoàn 2, thay phiên cho tàu khu trục Mansfield (DD-728) trong nhiệm vụ hỗ trợ hải pháo vào ngày 5 tháng 6, rồi đến lượt nó được tàu khu trục Picking (DD-685) thay phiên mười ngày sau đó. Nó gia nhập cùng Yorktown vào ngày 16 tháng 6, và phục vụ canh phòng máy bay cho chiếc tàu sân bay trong chuyến đi sang Sasebo, Nhật Bản, đến nơi vào ngày 19 tháng 6.
John A. Bole rời Sasebo hai ngày sau đó cho hành trình quay trở về Hoa Kỳ, về đến San Diego vào ngày 5 tháng 7. Nó sau đó đi vào Xưởng hải quân Hunters Point, San Francisco cho một lượt đại tu kéo dài ba tháng. Rời xưởng tàu vào cuối tháng 12, nó quay trở lại San Diego và tiến hành những hoạt động thường lệ dọc theo vùng bờ Tây.
Rời San Diego vào ngày 5 tháng 1 năm 1970 cho lượt biệt phái cuối cùng sang Viễn Đông, John A. Bole gia nhập cùng Đội đặc nhiệm 77.6, vốn được hình thành chung quanh tàu sân bay Ranger (CVA-61), trong biển Đông vào ngày 2 tháng 2. Từ ngày 6 đến ngày 19 tháng 2, nó phục vụ canh phòng máy bay cho Ranger tại Trạm Yankee trong vịnh Bắc Bộ, rồi viếng thăm Hong Kong từ 21 ngày đến 26 tháng 2. Nó tham gia cùng Hải đội Khu trục 21 để hoạt động hỗ trợ hải pháo ngoài khơi bờ biển Nam Việt Nam từ ngày 3 đến ngày 15 tháng 3; phạm vi hoạt động trải rộng suốt khu vực tác chiến của Quân đoàn 1 và Quân đoàn 2, bao gồm nhiều hoạt động tại khu vực Cửa Việt, Quảng Trị.
John A. Bole quay trở lại hoạt động cùng đội đặc nhiệm Ranger tại Trạm Yankee từ ngày 16 tháng 3 cho đến ngày 21 tháng 3, khi nó cùng cả đội đặc nhiệm lên đường đi Sasebo, đến nơi ba ngày sau đó. Nó ở lại Sasebo cho đến ngày 12 tháng 4, khi nó cùng Ranger quay trở lại Trạm Yankee, và ở lại cho đến ngày 24 tháng 4. Từ ngày 24 tháng 4 đến ngày 3 tháng 5, nó được điều sang nhiệm vụ hỗ trợ hải pháo dọc bờ biển Nam Việt Nam, tiếp tục tại khu vực Quân đoàn 1 và Quân đoàn 2. Con tàu ghé thăm Hong Kong từ ngày 5 đến ngày 12 tháng 5, rồi gia nhập Đội đặc nhiệm 77.4 của tàu sân bay Shangri-La (CV-38) từ ngày 15 tháng 5. Nó phục vụ cùng Shangri-La cho đến ngày 28 tháng 5, khi nó lên đường đi vịnh Subic, chặng dừng đầu tiên của hành trình quay trở về Hoa Kỳ. Nó về đến San Diego vào ngày 28 tháng 6.
John A. Bole được đại tu để chuẩn bị ngừng hoạt động từ ngày 30 tháng 7 năm 1970; nó được cho xuất biên chế tại vào ngày 6 tháng 10 năm 1970. Tên của John A. Bole được cho rút khỏi danh sách Đăng bạ Hải quân vào ngày 1 tháng 2 năm 1974. Con tàu được chuyển giao cho Đài Loan vào ngày 6 tháng 5 năm 1974 và bị tháo dỡ để làm nguồn phụ tùng cho các con tàu còn hoạt động.

## Phần thưởng
John A. Bole được tặng thưởng một Ngôi sao Chiến trận do thành tích phục vụ trong Thế Chiến II, và thêm bảy Ngôi sao Chiến trận khác trong Chiến tranh Triều Tiên.